# Avenida General Fructuoso Rivera
La Avenida General Fructuoso Rivera, también conocida como Avenida Rivera o simplemente Rivera es una avenida de la ciudad de Montevideo. Su nombre recuerda al primer presidente constitucional de Uruguay, Fructuoso Rivera.

## Historia

Declaración de la Avenida General Fructuoso Rivera, 1954

En los años cincuenta, coincidiendo con el centenario del fallecimiento de Fructuoso Rivera, se llevaron adelante diversos homenajes oficiales en su honor, uno de ellos consistió en declarar como avenida a la entonces calle  Rivera. El 13 de enero de 1954 con presencia de las autoridades del Consejo Departamental fue denominada como Avenida General Fructuoso Rivera. 

## Trazado
La avenida comienza en el barrio Cordón, precisamente en la intersección con la Avenida 18 de Julio sobre el monumento a Manuel Oribe y culmina en la calle Rafael Barradas en Carrasco, cuenta con una extensión de 13,25 km y recorre los barrios Centro, Parque Rodó, Villa Dolores, Pocitos, Buceo, Malvín, Punta Gorda y Carrasco.

### Lugares
Sobre la misma se encuentran algunos sitios y edificios destacados, como el Zoológico y Parque Villa Dolores, el Cementerio del Buceo y el Parque Baroffio.